# أولاد مصباح (المركزية)
أولاد مصباح هو دُوَّار يقع بجماعة ريصانة الجنوبية، إقليم العرائش، جهة طنجة تطوان الحسيمة في المملكة المغربية. ينتمي الدوّار لمشيخة المركزية التي تضم 7 دواوير. يقدر عدد سكانه بـ 3423 نسمة حسب الإحصاء الرسمي للسكان والسكنى لسنة 2004.

## روابط خارجية
- البوابة الوطنية للجماعات الترابية
- المندوبية السامية للتخطيط